# Tomboco
Tomboco ist eine Stadt und ein Landkreis im Norden Angolas.

## Verwaltung
Tomboco ist Sitz eines gleichnamigen Kreises (Município) in der Provinz Zaire. Der Kreis umfasst eine Fläche von 8023 km² mit etwa 40.000 Einwohnern (Schätzung 2014). Die Volkszählung 2014 soll fortan gesicherte Bevölkerungsdaten liefern.
Der Kreis Tomboco setzt sich aus drei Gemeinden (Comunas) zusammen:
- Kinximba (auch Quinsimba)
- Kinzau (auch Quinzau)
- Tomboco